# یوزو ماتوشیچ
یوزو ماتوشیچ (کرواتی: Jozo Matošić؛ ۲۷ ژانویهٔ ۱۹۱۳ – ۱ مارس ۱۹۹۹) بازیکن فوتبال اهل یوگسلاوی بود.
از باشگاه‌هایی که در آن بازی کرده‌است می‌توان به باشگاه فوتبال هایدوک اسپلیت اشاره کرد.
وی همچنین در تیم ملی فوتبال یوگسلاوی بازی کرده‌است.